# 奧拉夫王子海岸
奧拉夫王子海岸（英語：Prince Olav Coast），南极洲毛德皇后地海岸，于呂佐夫-霍爾姆灣以东，由挪威船長哈爾馬·里瑟-拉森于1930年1月發現，以挪威国王奥拉夫五世命名。
68°30′S 42°30′E / 68.500°S 42.500°E